# 小山凌
小山 凌（こやま りょう、1992年 - ）は、NHKのアナウンサー。

## 人物
- 東京都福生市出身[1]。東京都立昭和高等学校[要出典]、法政大学卒業後[2]、2015年入局。

## 嗜好・挿話
- 丹頂を見た。「タンチョウらじお」を担当した。
- 高校在学中、野球部で、ケーブルテレビの取材を受け、テレビ局に進みたいと思うようになった。[要出典]
- 好きな食べ物はきゅうり、野菜炒め、モンブラン[3]。

## 現在の担当番組
- 北海道のニュース
  - ニュース北海道645
  - ほっとニュース845
- ほっとニュース北海道 ニュースリーダー（不定期）
- スポーツ実況（野球、スキー、アイスホッケーなど）

## 過去の担当番組
鹿児島放送局時代
- 情報WAVEかごしま（スポーツコーナー担当）
- 鹿児島県のニュース

釧路放送局時代
- スポーツ実況など
- NHKニュースおはよう日本（2018年8月18日・19日、スポーツコーナー担当）[4]
- にっぽん ぐるり（2019年5月9日、北海道クローズアップ「日本製紙クレインズ最後の戦い｣）
- タンチョウらじお（2019年7月8日、釧路で『なつぞら』スペシャル）

札幌放送局時代
- NHKニュースおはよう日本（2021年7月30日 - 8月3日、スポーツコーナー担当）[5]
- NHKニュースおはよう日本（2022年2月19日、2月20日、北京オリンピックコーナー担当）
- 北京パラリンピック パラアイスホッケー決勝 アメリカ 対 カナダ（2022年3月13日、実況担当）
- ほっとニュース北海道・ほっとニュース道央いぶりDAYひだか（2022年7月29日、8月1日 - 5日）[6]
- ゆく年くる年 エスコンフィールド北海道より中（2022年12月31日 - 2023年1月1日）
- フリースキー世界選手権 ハーフパイプ決勝（2023年3月4日、実況担当）
- さわやか自然百景「北海道 厳冬 屈斜路湖」（ナレーション：2024年4月14日）